# Catocala grynea

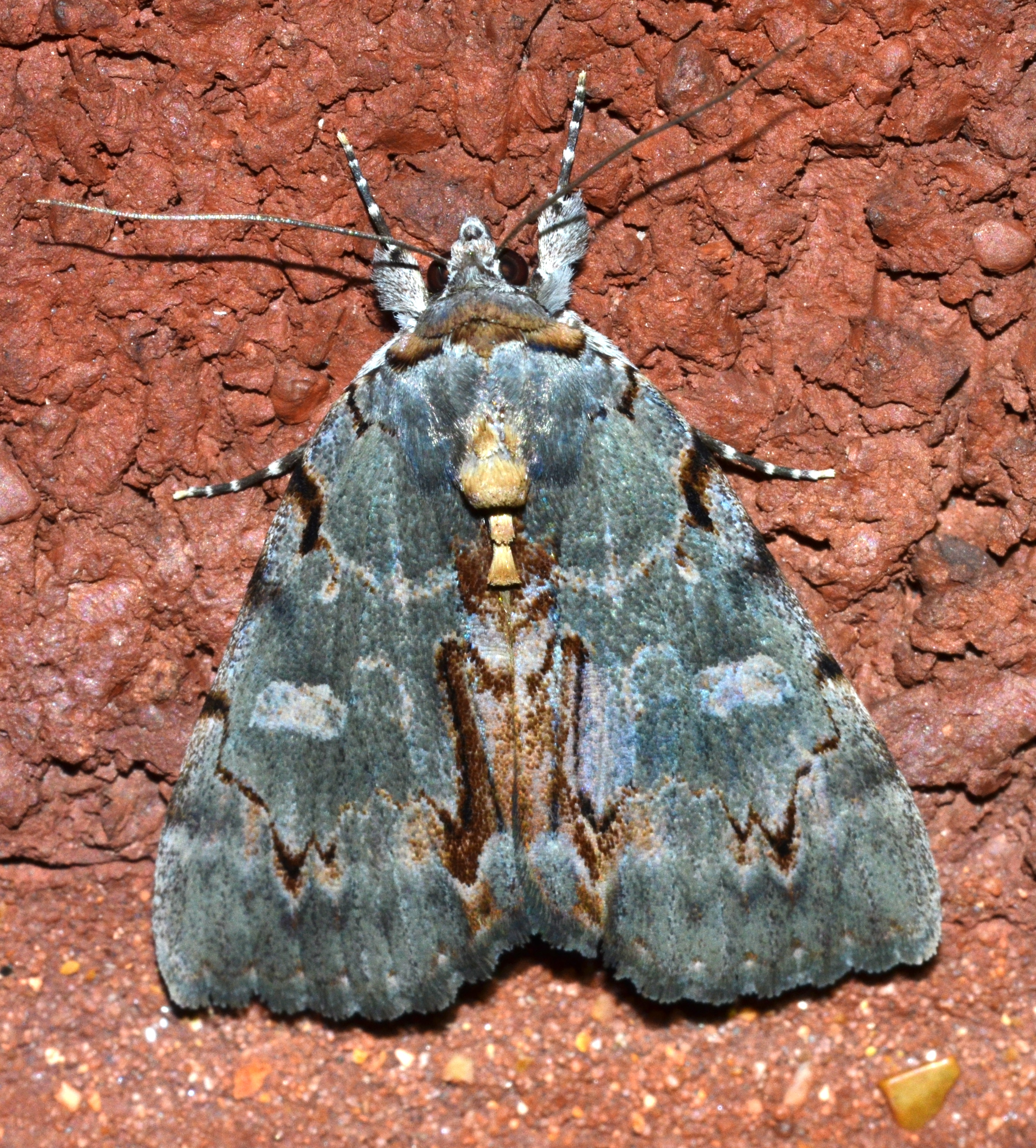
Falter in Ruhestellung

Catocala grynea ist ein in Nordamerika vorkommender Schmetterling (Nachtfalter) aus der Familie der Eulenfalter (Noctuidae).

## Merkmale
Die Falter erreichen eine Flügelspannweite von 39 bis 50 Millimetern. Die Farbe der Vorderflügeloberseite variiert von Graugrün über Braungrün bis zu hellbraun. Die äußere Querlinie ist schwarzbraun und stark gezackt. Nieren- und Sub-Nierenmakel heben sich zuweilen hell ab. Arttypisch ist ein rotbrauner Streifen, der entlang des Innenrandes verläuft. Auf der satt gelb gefärbten Hinterflügeloberseite befindet sich mittig ein schwarzes Band, das im Halbkreis vom Vorderrand zurück zur Flügelwurzel führt. Außerdem hebt sich eine breite schwarze Saumbinde ab, die nahe am Analwinkel eine Einbuchtung aufweist. Auf den Flügelunterseiten heben sich stark kontrastierende breite schwarze Querbinden hervor.

## Verbreitung und Lebensraum
Catocala grynea kommt in den östlichen und mittleren Regionen Nordamerikas verbreitet bis lokal vor. Die Art besiedelt in erster Linie Obst- und Laubwälder.

## Lebensweise
Die nachtaktiven, univoltinen Falter sind zwischen Juni und August anzutreffen. Sie besuchen künstliche Lichtquellen und Köder. Die Raupen ernähren sich bevorzugt von den Blättern von Apfel- (Malus) oder Pflaumenbäumen (Prunus) sowie von Weißdornarten (Crataegus). Die Art überwintert im Eistadium.